# Delpydora gracilis
Delpydora gracilis är en tvåhjärtbladig växtart som beskrevs av Auguste Jean Baptiste Chevalier. Delpydora gracilis ingår i släktet Delpydora, och familjen Sapotaceae. Inga underarter finns listade i Catalogue of Life.